# Lutków (Ukraina)
Lutków (ukr. Лютків) – dawna wieś na Ukrainie, w obwodzie lwowskim, w rejonie jaworowskim. Od 1989 część wsi Tamanowice.
W II Rzeczypospolitej do 1934 samodzielna gmina jednostkowa. Następnie miejscowość należała do zbiorowej wiejskiej gminy Hussaków w powiecie mościskim w woj. lwowskim. Lutków utworzył wtedy gromadę, składającą się z miejscowości Lutków.
Podczas II wojny światowej w gminie Myślatycze w Landkreis Lemberg w dystrykcie Galicja (Generalne Gubernatorstwo). Liczył wtedy 137 mieszkańców. Po wojnie w Związku Radzieckim.
19 września 1989 zniesiony i włączony do wsi Tamanowice.